# Numane III ibne Almondir
Numane III ibne Almondir (em árabe: النعمان بن المنذر; romaniz.: An-Nu'man III ibn al-Mundhir), também transcrito como Naamã (Na'aman), Nuamã (Nu'aman) e Nomã (Noman) e muitas vezes conhecido pelo patronímico Abu Cabus (أبو قابوس; Abu Qabus), foi o último rei lacmida de Hira (582–602) e um árabe cristão nestoriano. Ele é considerado um dos mais importantes governantes lacmidas.

## Biografia

### Infância e irmãos
Numane era filho de Alamúndaro IV (r. 575–580) e Salma. Era filha de um ourives judeu, Uail ibne Atia, de Fadaque, e fora escrava de Alharite ibne Hisne, da tribo dos calbitas. A origem básica e até servil de sua mãe costumava ser usada para zombar de Numane pelos poetas contemporâneos. Além disso, as fontes árabes retratam por unanimidade Numane como um indivíduo particularmente feio, e comentam sobre seus cabelos ruivos, sua baixa estatura e sua pele manchada.
Segundo Atabari, ele foi criado na infância pelo poeta cristão Adi ibne Zaíde, que com seus irmãos serviu como secretário de assuntos árabes para o senhor dos lacmidas, o xá sassânida. Ele tinha numerosos irmãos — 11 ou 12, segundo as fontes.

### Reinado

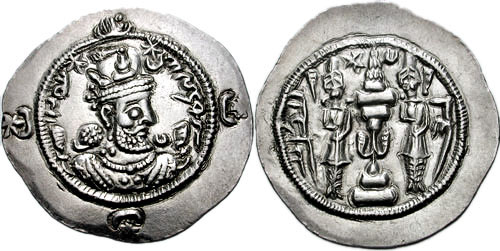
Dracma de Hormisda IV r.

A sucessão de Numane em 580 não teve oposição, pois o clã de Banu Marina apoiou seu irmão Alaçuade. O monarca sassânida, Hormisda IV (r. 579-590), nomeou Ias ibne Cabiçá Altai como governador interino, enquanto um candidato adequado foi procurado na dinastia lacmida. As fontes árabes informam que a intervenção de Adi ibne Ziade foi decisiva: Adi fez os outros filhos de Almondor se apresentarem primeiro a Hormisda, que perguntou se eles poderiam cumprir os deveres do cargo. A isso, todos responderam, educado por Adi: "Podemos controlar os árabes para você, exceto Numane". Quando Numane veio pela última vez, ele prometeu com confiança não apenas controlar os árabes, mas também seus irmãos, dizendo: "Se eu não posso lidar com eles, então não posso lidar com ninguém!". Satisfeito com sua resposta, Hormisda o nomeou rei e lhe deu uma coroa incrustada em ouro e pérola no valor de 60.000 dirrãs para confirmar sua posição.
Numane era um governante forte e enérgico, mas pouco se sabe sobre seu reinado. Ele foi confrontado com divisões entre as tribos e clãs sujeitos a ele. Assim, quando ele tentou remover o direito de liderar uma divisão em batalha (o chamado ridāfa) do Iarbu, uma subtribo de Banu Tamim, e entregá-lo a Darim, outra subtribo, isso provocou um choque violento entre os dois em Tiquefa. Apesar do apoio dado por Numane aos Darim, os Iarbu venceram e até fizeram o irmão e filho de prisioneiro de Numane, que tiveram que ser resgatados por mil camelos.
Ao contrário de seus antecessores, Numane mal se preocupava com os tradicionais rivais árabes dos lacmidas, os gassânidas, pois estes haviam brigado com seus senhores bizantinos em c. 580 e foi eliminado como fator de potência na região. A única atividade militar registrada de Numane é um ataque à fortaleza bizantina de Circésio durante a guerra bizantina-sassânida de 572-591. Segundo relatos árabes, Numane deu refúgio ao filho de Hormisda, Cosroes II (r. 591–628), durante sua fuga do usurpador Vararanes VI em 590, e lutou ao lado dele em uma batalha no Canal de Naravã contra as forças do usurpador.

### Queda, morte e consequências

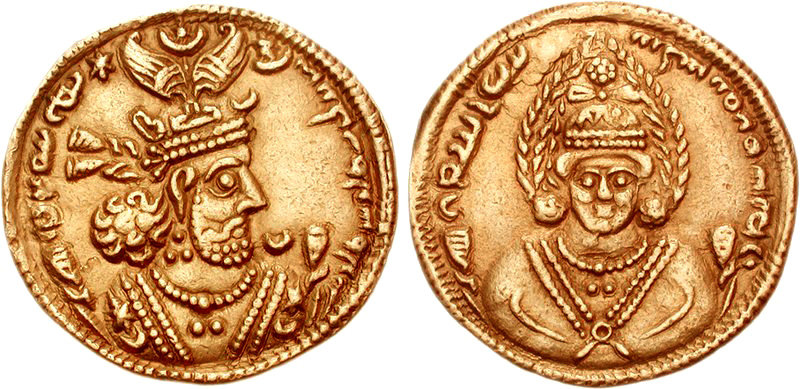
Dinar de r.

Apesar da assistência prestada a Cosroes, depois que este foi restaurado ao seu trono, os dois caíram. As fontes não fornecem uma razão clara para isso, atribuindo sua disputa à recusa de Numane em dar seu cavalo a Cosroes ou em casar com uma de suas filhas, Hinde, com um dos parentes de Cosroes. É mais provável que isso tenha a ver com a briga anterior entre Numane e seu conselheiro principal, Adi ibne Zaíde, que ficou sob suspeita de conspirar contra Numane e foi executado. O filho de Adi, que tinha o ouvido de Cosroes, conseguiu virar o governante persa contra Numane. A conversão deste último ao cristianismo nestoriano também pode ter sido um fator, pois Cosroes desconfiava da crescente influência dos cristãos em sua própria corte. Por outro lado, o ramo nestoriano do cristianismo era geralmente visto com menos hostilidade pelos governantes sassânidas, e o próprio Cosroes era casado com uma cristã, Sirém.
Depois que tomou conhecimento da hostilidade de Cosroes, Numane fugiu de sua capital e procurou refúgio entre os Banu Becre, mas acabou sendo forçado a se render e foi executado sendo esmagado por elefantes. No entanto, de acordo com uma crônica siríaca, Cosroes convidou Nu'man para um banquete onde foi desonrado e preso; outra crônica siríaca afirma que Cosroes capturou Nu'man junto com seus filhos, que então foram envenenados.
O fim do reinado de Numane é geralmente colocado em c. 602  por estudiosos modernos. Após sua prisão, Cosroes removeu completamente os lacmidas do poder e confiou o governo de Hira a Ias ibne Cabiçá Altai. Isso marcou o fim da dinastia lacmida, que havia efetivamente protegido a Pérsia contra as tribos árabes por quase três séculos. Muito rapidamente, os efeitos nocivos disso se fizeram sentir, quando os Banu Becre, insatisfeitos com Ias, se revoltaram e derrotaram uma força persa na Batalha de Di Car. Juntamente com o aumento da instabilidade na Pérsia, após a queda de Cosroes em 628, esses eventos anunciaram a decisiva Batalha de Cadésia em 636 e a conquista muçulmana da Pérsia.

## Legado
Segundo Irfan Shahîd, nas histórias posteriores, o reinado de Numane "foi o mais memorável depois do de seu avô, Alamúndaro III". A capital lacmida, Hira, continuou a ser o principal centro cultural árabe de seu tempo, particularmente através do patrocínio de poetas de al-Nu'man, principalmente Adi ibne Zaíde e o panegirista al-Nabigha.
Al-Nu'man também foi o primeiro a se converter abertamente ao cristianismo, provavelmente após a conclusão da paz com Bizâncio em 591. Isso aumentou a importância de Hira como um importante centro cristão nestoriano, particularmente para atividades missionárias no Golfo Pérsico e na Arábia Oriental.